# Hendrik Adamson

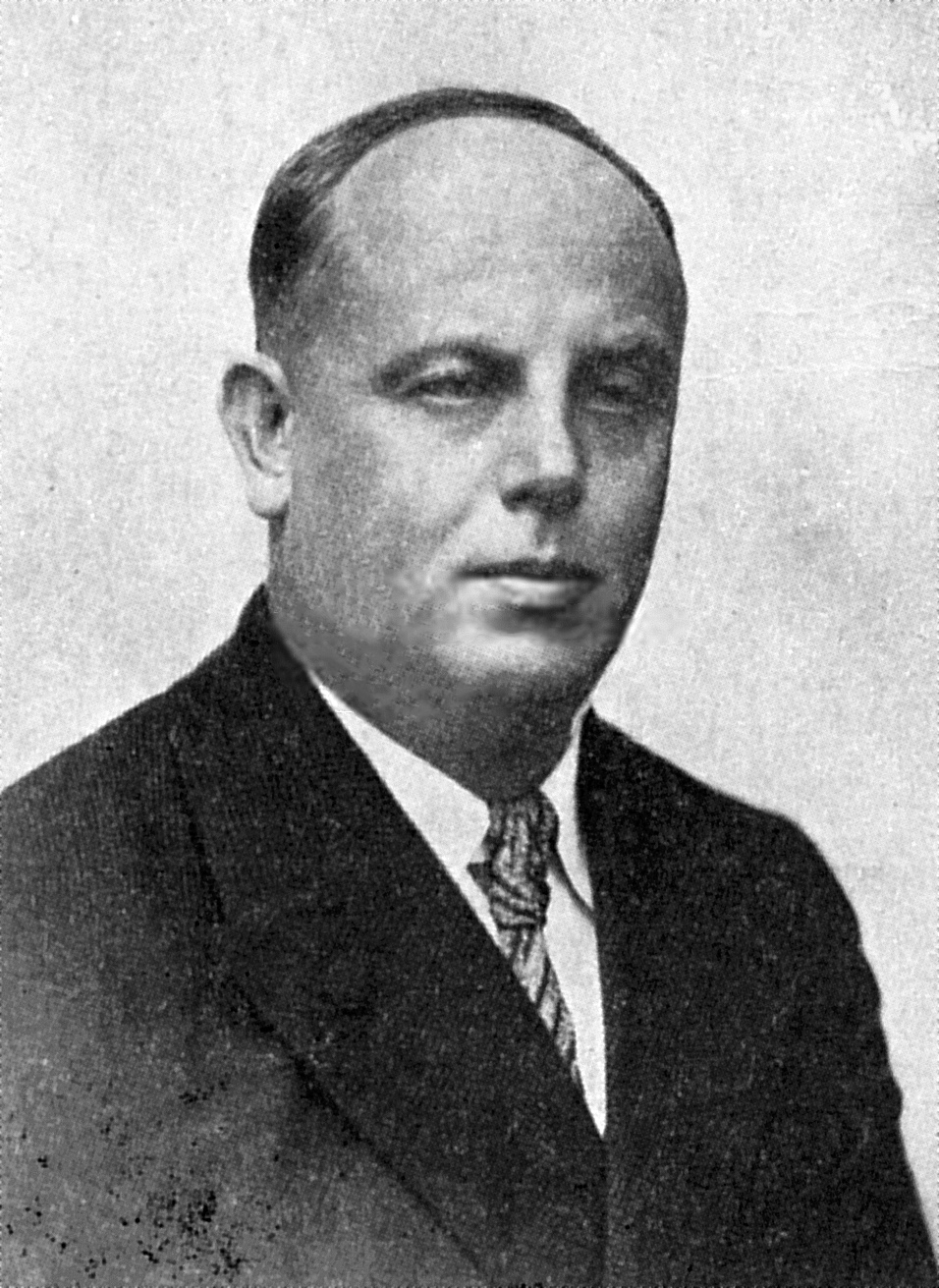
Hendrik Adamson

Hendrik Adamson (* 24. Septemberjul. / 6. Oktober 1891greg. in Metskuru, Gemeinde Kärstna, Kreis Viljandi; † 7. März 1946 in Tuhalaane, auch Henrik Adamson) war ein estnischer Dichter und Esperantist.

## Leben
Adamson war der Sohn eines Schneiders und ging von 1901 bis 1907 in Kärstna zur Schule. Anschließend besuchte er vier Jahre das Lehrerseminar in Tartu. Ab 1911 arbeitete er als Lehrer an verschiedenen Schulen.
Nach 16 Jahren im Schuldienst entschied er sich 1927 für ein Leben als freiberuflicher Schriftsteller. 1928 wurde er Mitglied des Estnischen Schriftstellerverbandes. Anfang der 1940er-Jahre war er erneut kurzzeitig im Schuldienst. Aber seine Gesundheit, eine Lungenkrankheit hatte sich bereits über zwanzig Jahre früher bemerkbar gemacht, verschlechterte sich rasch, und er starb 1946.

## Literarisches Werk
Seit 1913 veröffentlichte Adamson in der Presse Miniaturen und später auch Gedichte. Sein erstes Buch erschien 1919 und enthielt Gedichte in seinem südwestestnischen Heimatdialekt. Die naturbezogenen Verse erregten sogleich Aufmerksamkeit, und auch die folgenden Bände wurden positiv aufgenommen. Neben Lyrik schrieb Adamson auch Erzählungen und Novellen. Dabei, wie auch teilweise in seiner Dichtung, verwendete er auch die Hochsprache, „doch bleibt der größte Wert der Dichtungen in der Kultivierung des Dialekts.“
Seine ersten Gedichte auf Esperanto veröffentlichte Adamson 1932 in der in Budapest erscheinenden Zeitschrift Literatura Mondo. Insgesamt hat Adamson 150 Gedichte auf Esperanto verfasst. 1934 erschienen seine ersten Bücher auf Esperanto, 1967 wurde posthum ein Band mit 80 Gedichten veröffentlicht (Vesperkanto [‚Abendlied‘]).
Ein einziges, avantgardistisches, Gedicht von Hendrik Adamson ist ins Deutsche übersetzt worden und in einer Anthologie erschienen, Der Mensch, übersetzt vom estnischen Exildichter Ilmar Laaban.

## Bibliographie
- Mulgimaa (historisch-poetische Bezeichnung der Landschaft um Viljandi). Odamees, Tartu 1919.
- Inimen („Der Mensch“). Noor-Eesti, Tartu 1925.
- Kuldblond neitsi („Die goldblonde Jungfer“, Prosa). Narva Kirjastusühisus, Narva 1925.
- Roheline sisalik („Die grüne Eidechse“, Prosa). Noor-Eesti, Tartu 1925.
- Hulkuw laip („Der streunende Leichnam“). Sakala, Viljandi 1927.
- Kuldsel elukoidikul („Am goldenen Lebensmorgen“, Erinnerungen). H. Adamson, Viljandi 1928.
- Tõus ja mõõn („Ebbe und Flut“). Eesti Kirjanikkude Liit, Tartu 1931.
- Kolletuspäev („Vergilbungstag“). Eesti Kirjanikkude Liit, Tartu 1934.
- Mälestuste maja („Haus der Erinnerungen“). Eesti Kirjanikkude Liit, Tartu 1936.
- Linnulaul („Vogelsang“). Eesti Kirjanikkude Liit, Tartu 1937.

## Sekundärliteratur
- Erna Aavasaar: Hendrik Adamsoni luuletaja-teekond. In: Ammukaar. Band II, 1943, S. 10–18.
- Hando Runnel: Tollest vahvast vundsist ehk Lugusid Adamsonist. In: Looming. 9/1991, S. 1262–1270.
- Hando Runnel: Kuidas Poe' Edgar Adamsoni Hendriku vangi võttis. In: Keel ja Kirjandus. 10/1991, S. 577–585.
- Jaan Ojalo: Hendrik Adamson esperantokirjanikuna. In: Keel ja Kirjandus. 10/1991, S. 586–587.